# Р-5
Р-5 (индекс ГРАУ — 8А62, по классификации МО США и НАТО — SS-3 Shyster) — советская жидкостная одноступенчатая баллистическая ракета средней дальности (БРСД) наземного базирования.
Головной разработчик — ОКБ-1. Принята на вооружение в 1955 году.

## История

Проекции Р-5

Ведущими конструкторами этой ракеты были Д. И. Козлов и И. П. Румянцев. Разработка ракеты Р-5 началась после отказа от завершения разработки ракеты Р-3 с проектной дальностью 3000 км, которая была признана нереализуемой на том этапе развития ракетной техники. Вместо этого было решено разработать ракету с дальностью около 1200 км на основе технических решений, уже опробованных на предыдущих ракетах и воплотить часть из того, что предназначалось для ракеты Р-3. Это была первая советская ракета с несущим баком жидкого кислорода, лишённым теплоизоляции (что компенсировалось подпиткой перед стартом). Кроме этого, конструкторы отказались от стабилизаторов, сделав ракету аэродинамически неустойчивой, хотя воздушные рули остались.
Изначально ракета снаряжалась фугасной боевой частью (БЧ) массой 1 тонна. Помимо основного варианта с одной боевой частью, у неё были варианты с тремя и пятью фугасными БЧ, с соответственно уменьшенной дальностью. Эти дополнительные БЧ подвешивались сбоку. В 1955 году были также начаты работы под шифром «Генератор-5» по разработке специальной боевой части с боевыми радиоактивными веществами («грязная бомба»), закончившиеся тремя испытательными пусками в 1957 году. Для снаряжения БЧ ядерными материалами применялся специально разработанный самоходный манипулятор «объект 805» массой 72 тонны.

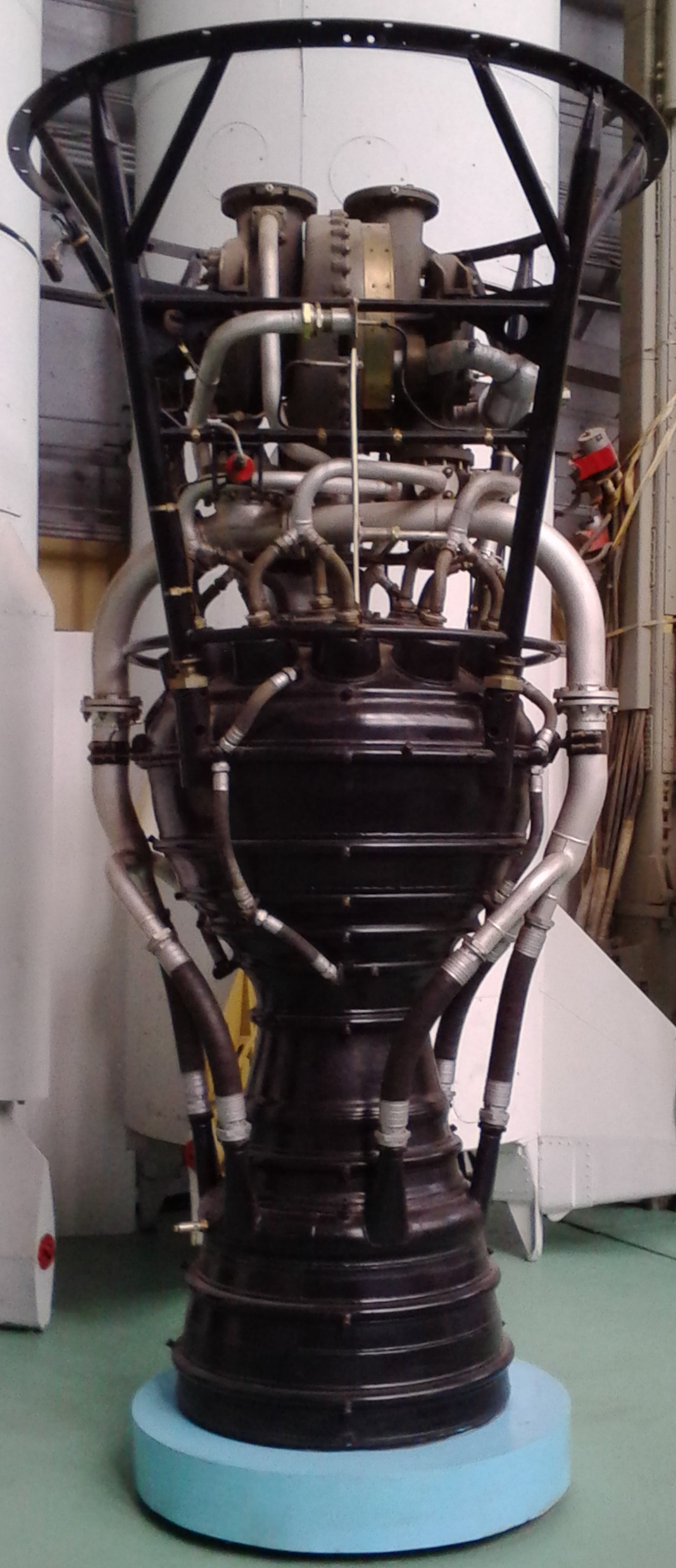
Двигатель РД-103

Двигатель РД-103 для Р-5 был ещё более форсированной версией двигателя ракеты Р-1, превзойдя исходный по тяге в 1,7 раза. В частности, камера сгорания была переделана из грушевидной в сферическую. Топливом служил 92% этанол, как и в ракете Р-2 .

### Испытания

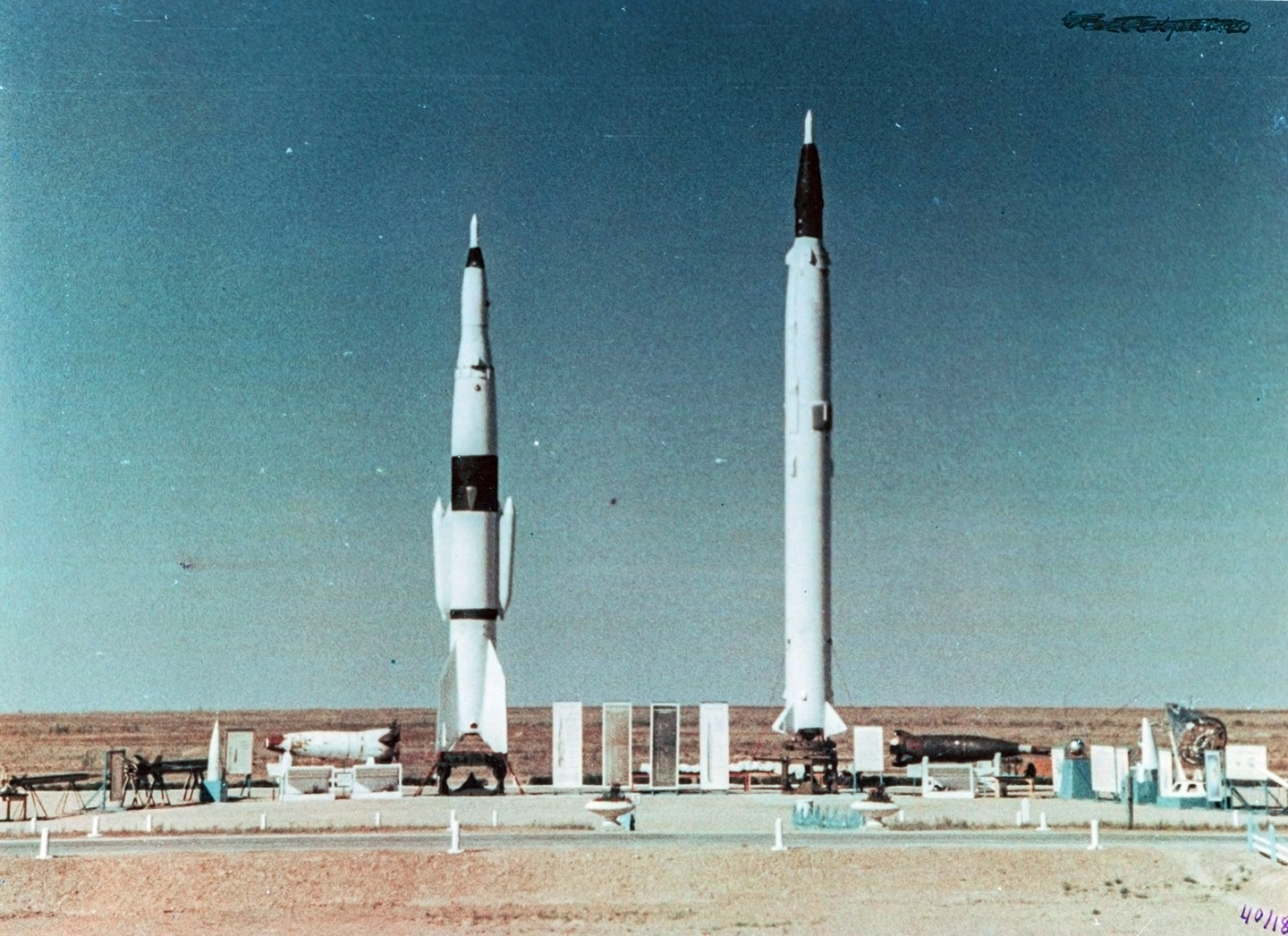
Геофизические ракеты Р-2А и Р-5А на выставке на полигоне Капустин Яр

| Перечень пусков Р-5 на испытаниях    | Перечень пусков Р-5 на испытаниях    | Перечень пусков Р-5 на испытаниях    | Перечень пусков Р-5 на испытаниях    | Перечень пусков Р-5 на испытаниях    | Перечень пусков Р-5 на испытаниях    | Перечень пусков Р-5 на испытаниях    | Перечень пусков Р-5 на испытаниях    | Перечень пусков Р-5 на испытаниях    | Перечень пусков Р-5 на испытаниях                                                               |
| № п/п                                | Дата пуска                           | Тип и заводской № ракеты             | Место старта                         | Дальность, км                        | Отклонение X (по дальности), км      | Отклонение Z (по боку), км           | Расчёт                               | Результат пуска                      | Примечание                                                                                      |
| Первый этап экспериментальных пусков | Первый этап экспериментальных пусков | Первый этап экспериментальных пусков | Первый этап экспериментальных пусков | Первый этап экспериментальных пусков | Первый этап экспериментальных пусков | Первый этап экспериментальных пусков | Первый этап экспериментальных пусков | Первый этап экспериментальных пусков | Первый этап экспериментальных пусков                                                            |
| ------------------------------------ | ------------------------------------ | ------------------------------------ | ------------------------------------ | ------------------------------------ | ------------------------------------ | ------------------------------------ | ------------------------------------ | ------------------------------------ | ----------------------------------------------------------------------------------------------- |
| 1                                    | 15 марта 1953                        | Р-5                                  | 4 ГЦП                                | 270                                  | −6,041                               | +0,526                               |                                      | Норма                                |                                                                                                 |
| 2                                    | 18 марта 1953                        | Р-5                                  | 4 ГЦП                                | 270                                  | −3,812                               | +0,497                               |                                      | Норма                                |                                                                                                 |
| 3                                    | 2 апреля 1953                        | Р-5                                  | 4 ГЦП                                | 1200                                 | −12,634                              | +0,674                               |                                      | Норма                                |                                                                                                 |
| 4                                    | 8 апреля 1953                        | Р-5                                  | 4 ГЦП                                | 1178                                 |                                      |                                      |                                      | Авария                               |                                                                                                 |
| 5                                    | 19 апреля 1953                       | Р-5                                  | 4 ГЦП                                | 1206                                 | −7,540                               | +0,951                               |                                      | Норма                                |                                                                                                 |
| 6                                    | 24 апреля 1953                       | Р-5                                  | 4 ГЦП                                | 1206                                 |                                      |                                      |                                      | Авария                               |                                                                                                 |
| 7                                    | 13 мая 1953                          | Р-5                                  | 4 ГЦП                                | 1206                                 | −10,089                              | −0,801                               |                                      | Норма                                |                                                                                                 |
| 8                                    | 23 мая 1953                          | Р-5                                  | 4 ГЦП                                | 550                                  | −5,962                               | +0,812                               |                                      | Норма                                | С четырьмя дополнительными боевыми отсеками                                                     |
| Второй этап экспериментальных пусков |                                      |                                      |                                      |                                      |                                      |                                      |                                      |                                      |                                                                                                 |
| 9                                    | 30 октября 1953                      | Р-5                                  | 4 ГЦП                                | 1185                                 | −0,462                               | −0,845                               |                                      | Норма                                |                                                                                                 |
| 10                                   | 3 ноября 1953                        | Р-5                                  | 4 ГЦП                                | 1185                                 | −1,814                               | −0,130                               |                                      | Норма                                |                                                                                                 |
| 11                                   | 17 ноября 1953                       | Р-5                                  | 4 ГЦП                                | 1185                                 | −0,804                               | −0,053                               |                                      | Норма                                |                                                                                                 |
| 12                                   | 21 ноября 1953                       | Р-5                                  | 4 ГЦП                                | 1185                                 | −2,622                               | −0,836                               |                                      | Норма                                |                                                                                                 |
| 13                                   | 26 ноября 1953                       | Р-5                                  | 4 ГЦП                                | 1185                                 | −567,44                              | +56,6                                |                                      | Авария                               | Выдача несанкционированной команды на выключение ДУ из-за повреждения в бортовой кабельной сети |
| 14                                   | 5 декабря 1953                       | Р-5                                  | 4 ГЦП                                | 1185                                 | −1,1                                 | −1,55                                |                                      | Норма                                |                                                                                                 |
| 15                                   | 9 декабря 1953                       | Р-5                                  | 4 ГЦП                                | 1185                                 | −0,066                               | −1,767                               |                                      | Норма                                |                                                                                                 |
| Пристрелочные испытания              |                                      |                                      |                                      |                                      |                                      |                                      |                                      |                                      |                                                                                                 |
| 16                                   | 12 августа 1954                      | Р-5 № К3-1                           | 4 ГЦП                                | 1191,4                               | −404,475                             | −3,469                               |                                      | Авария                               |                                                                                                 |
| 17                                   | 17 августа 1954                      | Р-5 № К3-2                           | 4 ГЦП                                | 1191,4                               | +133,0                               | −7,9                                 |                                      | Норма                                |                                                                                                 |
| 18                                   | 19 августа 1954                      | Р-5 № К3-3                           | 4 ГЦП                                | 1191,4                               | −9,829                               | −0,450                               |                                      | Норма                                |                                                                                                 |
| 19                                   | 24 августа 1954                      | Р-5 № К3-4                           | 4 ГЦП                                | 1191,4                               | −6,0                                 | −2,0                                 |                                      | Норма                                |                                                                                                 |
| 20                                   | 25 августа 1954                      | Р-5 № К3-5                           | 4 ГЦП                                | 1191,4                               | −2,6                                 | +1,5                                 |                                      | Норма                                |                                                                                                 |
| 21                                   | 5 сентября 1954                      | Р-5 № К3-11                          | 4 ГЦП                                | 1191,4                               | −1,872                               | −0,524                               |                                      | Норма                                |                                                                                                 |
| 22                                   | 8 сентября 1954                      | Р-5 № К3-7                           | 4 ГЦП                                | 1191,4                               | +0,580                               | +0,542                               |                                      | Норма                                |                                                                                                 |
| 23                                   | 9 октября 1954                       | Р-5 № К3-9                           | 4 ГЦП                                | 1191,4                               |                                      |                                      |                                      | Норма                                | Воздушный разрыв ГЧ                                                                             |
| 24                                   | 19 октября 1954                      | Р-5 № К3-6                           | 4 ГЦП                                | 1191,4                               | −3,524                               | −1,799                               |                                      | Норма                                |                                                                                                 |
| Зачётные испытания                   |                                      |                                      |                                      |                                      |                                      |                                      |                                      |                                      |                                                                                                 |
| 25                                   | 30 декабря 1954                      | Р-5 № К3-10                          | 4 ГЦП                                | 1191,4                               | −20,758                              | −0,518                               |                                      | Норма                                |                                                                                                 |
| 26                                   | 6 января 1955                        | Р-5 № К3-13                          | 4 ГЦП                                | 1191,4                               | −2,227                               | −0,851                               |                                      | Норма                                |                                                                                                 |
| 27                                   | 8 января 1955                        | Р-5 № К3-12                          | 4 ГЦП                                | 1191,4                               | −3,897                               | −1,660                               |                                      | Норма                                |                                                                                                 |
| 28                                   | 17 января 1955                       | Р-5 № К3-14                          | 4 ГЦП                                | 1191,4                               | −6,123                               | −0,722                               |                                      | Норма                                |                                                                                                 |
| 29                                   | 21 января 1955                       | Р-5 № К3-17                          | 4 ГЦП                                | 1191,4                               | −0,400                               | +1,062                               |                                      | Норма                                |                                                                                                 |
| 30                                   | 22 января 1955                       | Р-5 № К3-18                          | 4 ГЦП                                | 1191,4                               | 0,0                                  | 0,0                                  |                                      | Норма                                | Воздушный разрыв ГЧ                                                                             |
| 31                                   | 25 января 1955                       | Р-5 № К3-19                          | 4 ГЦП                                | 1191,4                               |                                      |                                      |                                      | Авария                               |                                                                                                 |
| 32                                   | 29 января 1955                       | Р-5 № К3-20                          | 4 ГЦП                                | 1191,4                               | −2,884                               | −0,518                               |                                      | Норма                                |                                                                                                 |
| 33                                   | 1 февраля 1955                       | Р-5 № К3-15                          | 4 ГЦП                                | 1191,4                               | −3,294                               | −0,535                               |                                      | Норма                                |                                                                                                 |
| 34                                   | 7 февраля 1955                       | Р-5 № К3-8                           | 4 ГЦП                                | 1191,4                               | +1,237                               | −0,872                               |                                      | Норма                                |                                                                                                 |

## Модификации

### Ядерная Р-5М
21 июня 1956  на вооружение была принята ракета Р-5М (индекс 8К51, первоначально — 8А62М) — вторая, после американской Honest John, ракета с ядерным боевым зарядом, и первая такая средней дальности. По сравнению с исходной Р-5, разработана система управления, важные узлы автоматики которой дублированы и троированы для надёжности. Увеличена площадь пилонов воздушных рулей автомата стабилизации, изменена форма головной части.
Натурное испытание Р-5М с ядерным зарядом РДС-4 (Операция «Байкал») состоялось 2 февраля 1956 года. Запуск ракеты Р-5М был произведён в 10:30 МСК со стартовой позиции 4-го ГЦП. Через 10 мин 30 сек на расстоянии 1190 км от места запуска произошёл атомный взрыв мощностью 300-600 килотонн
Ракета Р-5М предлагалась, как первая ступень в невоплощённом проекте ракеты-носителя лёгкого класса для запуска спутника в рамках Международного геофизического года, для подстраховки в случае задержки с доводкой Р-7
В 1957—1958 годы на ракету Р-5М были перевооружены практически все дивизионы инженерных бригад РВГК, в ВВС эту ракету осваивали 15 полков. Согласно плану использования ракетных частей в случае военных действий, утверждённом в ноябре 1957 года, началось их перебазирование в приграничные районы.
Два ракетных дивизиона 72-й инженерной бригады РВГК были тайно размещены в декабре 1958 года на территории ГДР близ Фюрстенберга в 80 километрах от Берлина, в лесистой, укрытой от постороннего взгляда местности, но с довольно удобными подъездными железнодорожными путями. В мае 1959 года были завершены работы по строительству бункера длиною в 150 и шириной в 25 метров. Четыре ракеты были нацелены на Англию, восемь — на Париж, Брюссель, Бонн и Рурскую промышленную область ФРГ. Вся операция проводилась настолько секретно, что о ней не знало даже высшее руководство ГДР. Уже в августе 1959 года советское атомное оружие, впервые оказавшееся на чужой территории, неожиданно передислоцировали в Калининград.
Боевое применение частей с ракетами Р-5М в те годы планировалось по аналогии с неядерными комплексами Р-1 и Р-2 и предусматривалось для обеспечения действий сухопутных войск во фронтовых наступательных и оборонительных операциях.

### Экспериментальные

#### М5-РД
Экспериментальная ракета М5РД была разработана на базе конструкции Р-5 для проверки в лётных условиях ряда новых систем и принципов, разработанных для межконтинентальной ракеты Р-7 и в основном относящихся к системе управления. Лётные испытания проводились в два этапа по пять ракет на каждом этапе. Все 10 пусков, проведённые в июле-сентябре 1955 года с аппаратурой системы управления Р-7 были успешны, при этом, в ходе полётов экспериментальных ракет были проверены системы регулирования кажущейся скорости (РКС) и  одновременного опорожнения баков (СОБ), новая телеметрическая система, система нормальной и боковой стабилизации центра масс относительно заданной траектории и регуляторы расхода. Во время трёх из 10 осуществлённых пусков М5РД испытывались головные части: одна с покрытием из карбида кремния и две с асботекстолитовой теплозащитой.

#### Р-5Р

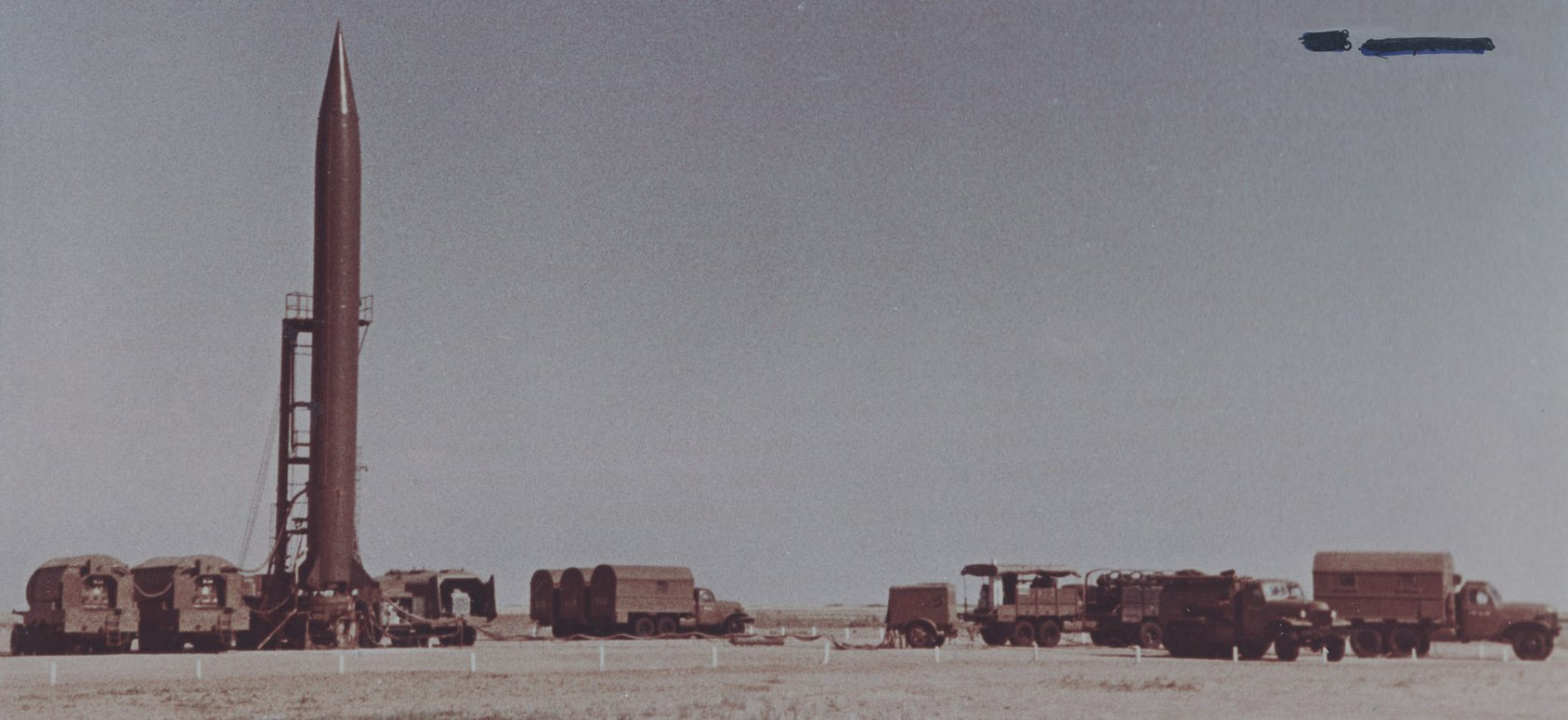
Ракетный комплекс Р-5М, готовность к пуску

Экспериментальная ракета Р-5Р была разработана в соответствии с Постановлением от 20 мая 1954 года на базе ракеты Р-5 (8А62 3-го этапа) для проверки в лётных условиях принципа радиоизмерения скоростей ракет дальнего действия при импульсной работе радиосистемы сантиметрового диапазона длин волн (для подтверждения возможностей полигонных радиолокационных средств по контролю за Р-7 во время испытательных пусков). Также, при испытаниях Р-5Р, проводились работы по определению влияния газовой струи двигателя на работу запросной и ответной радиолиний и эффективности действия антиионизационных элементов, вводимых в струю двигателя для уменьшения затухания радиоволн, проверялась работа радиопеленгатора, создаваемого для МБР Р-7. Для проведения испытаний были изготовлены четыре ракеты, три из которых были запущены в мае — июне 1956 года.

### Геофизические
На базе Р-5М был разработан ряд геофизических ракет:
- Р-5А — одноступенчатая ракета со спасаемой головной частью (ГЧ), разработанная ОКБ-1 для проведения научных исследований верхних слоев атмосферы на высотах до 500 км, а также экспериментов в интересах перспективных разработок КБ. В период 1958—1961 годов, с полигона Капустин Яр выполнено десять пусков Р-5А, в том числе с собаками на борту.
- Р-5Б (Р-5БА, В-5Б) — геофизическая ракета с неотделяемой ГЧ, исследовательские установки которой имели индивидуальные системы спасения. Решение об изготовлении пяти экземпляров ракеты в двух вариантах комплектации ГЧ аппаратурой (две ракеты Р-5Б и три ракеты Р-5БА) было принято в 1960 году. Р-5Б предназначалась для продолжения научных исследований и изучения верхних слоев атмосферы, связанных с полётами на больших скоростях и высотах около 500 км, но по составу экспериментов существенно отличалась от Р-5А. В период 1962—1963 годов,  с полигона Капустин Яр выполнено пять пусков Р-5А.
- Р-5В (Р-5ВАО, В-5В) — в основном предназначалась для проведения научных исследований по программе высотной астрофизической обсерватории (ВАО), её проектирование началось в 1963 году, а первый пуск состоялся 21 сентября 1964 года. В ходе пусков Р-5В, помимо решения основных задач, в интересах ОКБ-1 исследовали аэродинамику и теплообмен модели спускаемого аппарата нового пилотируемого корабля 7К, который должен был сменить корабли «Восток» и «Восход». В период 1964—1971 годов, с полигона Капустин Яр было выполнено двенадцать пусков ракеты Р-5В, в том числе два пуска по международной программе «Вертикаль» (два пуска были аварийными).

## Сравнительная характеристика
| Общие сведения и основные тактико-технические характеристики советских баллистических ракет первого поколения                                                                                    | Общие сведения и основные тактико-технические характеристики советских баллистических ракет первого поколения | Общие сведения и основные тактико-технические характеристики советских баллистических ракет первого поколения | Общие сведения и основные тактико-технические характеристики советских баллистических ракет первого поколения | Общие сведения и основные тактико-технические характеристики советских баллистических ракет первого поколения | Общие сведения и основные тактико-технические характеристики советских баллистических ракет первого поколения | Общие сведения и основные тактико-технические характеристики советских баллистических ракет первого поколения | Общие сведения и основные тактико-технические характеристики советских баллистических ракет первого поколения | Общие сведения и основные тактико-технические характеристики советских баллистических ракет первого поколения | Общие сведения и основные тактико-технические характеристики советских баллистических ракет первого поколения |
| Наименование ракеты | Р-1 | Р-2 | Р-5М | Р-11М | Р-7А | Р-9А | Р-12 и Р-12У                                                                                                  | Р-14 и Р-14У                                                                                                  | Р-16У |
| Конструкторское бюро | ОКБ-1 | ОКБ-1 | ОКБ-1 | ОКБ-1 | ОКБ-1 | ОКБ-1 | КБ «Южное» | КБ «Южное» | КБ «Южное» |
| --- | --- | --- | --- | --- | --- | --- | --- | --- | --- |
| Генеральный конструктор | С. П. Королёв                                                                                                 | С. П. Королёв                                                                                                 | С. П. Королёв                                                                                                 | С. П. Королёв, М. К. Янгель                                                                                   | С. П. Королёв                                                                                                 | С. П. Королёв                                                                                                 | М. К. Янгель                                                                                                  | М. К. Янгель                                                                                                  | М. К. Янгель                                                                                                  |
| Организация-разработчик ЯБП и главный конструктор | | | КБ-11, Ю. Б. Харитон                                                                                          | КБ-11, Ю. Б. Харитон                                                                                          | КБ-11, С. Г. Кочарянц                                                                                         | КБ-11, С. Г. Кочарянц                                                                                         | КБ-11, С. Г. Кочарянц                                                                                         | КБ-11, С. Г. Кочарянц                                                                                         | КБ-11, С. Г. Кочарянц                                                                                         |
| Организация-разработчик заряда и главный конструктор | | | КБ-11, Ю. Б. Харитон                                                                                          | КБ-11, Ю. Б. Харитон                                                                                          | КБ-11, Е. А. Негин                                                                                            | КБ-11, Е. А. Негин                                                                                            | КБ-11, Е. А. Негин                                                                                            | КБ-11, Е. А. Негин                                                                                            | КБ-11, Е. А. Негин                                                                                            |
| Начало разработки | 10.03.1947 | 14.04.1948 | 10.04.1954 | 13.02.1953 | 02.07.1958 | 13.05.1959 | 13.08.1955 | 02.07.1958 | 30.05.1960 |
| Начало испытаний | 10.10.1948 | 25.09.1949 | 20.01.1955 | 30.12.1955 | 24.12.1959 | 09.04.1961 | 22.06.1957 | 06.06.1960 | 10.10.1961 |
| Дата принятия на вооружение | 28.11.1950 | 27.11.1951 | 21.06.1956 | 1.04.1958 | 12.09.1960 | 21.07.1965 | 04.03.1959–09.01.1964                                                                                         | 24.04.1961–09.01.1964                                                                                         | 15.07.1963 |
| Год постановки на боевое дежурство первого комплекса | не ставились                                                                                                  | не ставились                                                                                                  | 10.05.1956 | переданы в СВ в 1958                                                                                          | 01.01.1960 | 14.12.1964 | 15.05.1960 | 01.01.1962 | 05.02.1963 |
| Максимальное количество ракет, стоявших на вооружении | | | 36 | | 6 | 29 | 572 | 101 | 202 |
| Год снятия с боевого дежурства последнего комплекса | | | 1966 | | 1968 | 1976 | 1989 | 1983 | 1977 |
| Максимальная дальность, км | 270 | 600 | 1200 | 170 | 9000-9500 — тяжёлый блок; 12000-14000, 17000 — лёгкий блок                                                    | 12500-16000                                                                                                   | 2080 | 4500 | 11000–13000                                                                                                   |
| Стартовая масса, т | 13,4 | 20,4 | 29,1 | 5,4 | 276 | 80,4 | 47,1 | 86,3 | 146,6 |
| Масса полезной нагрузки, кг | 1000 | 1500 | 1350 | 600 | 3700 | 1650–2095 | 1630 | 2100 | 1475–2175 |
| Длина ракеты, м | 14,6 | 17,7 | 20,75 | 10,5 | 31,4 | 24,3 | 22,1 | 24,4 | 34,3 |
| Максимальный диаметр, м | 1,65 | 1,65 | 1,65 | 0,88 | 11,2 | 2,68 | 1,65 | 2,4 | 3,0 |
| Тип головной части | неядерная, неотделяемая                                                                                       | моноблочная, неядерная, отделяемая                                                                            | моноблочная, ядерная                                                                                          | моноблочная, ядерная                                                                                          | моноблочная, ядерная                                                                                          | моноблочная, ядерная                                                                                          | моноблочная, ядерная                                                                                          | моноблочная, ядерная                                                                                          | моноблочная, ядерная                                                                                          |
| Количество и мощность боевых блоков, Мт | | | 1×0,3 | | 1×5 | 1×5 | 1×2,3 | 1×2,3 | 1×5 |
| Стоимость серийного выстрела, тыс. руб. | | | | | | | 3040 | 5140 | |
| Источник информации: Оружие ракетно-ядерного удара. / Под ред. Ю. А. Яшина. — М.: Издательство МГТУ имени Н. Э. Баумана, 2009. — С. 23–24 — 492 с. — Тираж 1 тыс. экз. — ISBN 978-5-7038-3250-9. | | | | | | | | | |

## Развёртывание и эксплуатация
| Развитие группировки Р-5М. Количество ПУ на боевом дежурстве | Развитие группировки Р-5М. Количество ПУ на боевом дежурстве | Развитие группировки Р-5М. Количество ПУ на боевом дежурстве | Развитие группировки Р-5М. Количество ПУ на боевом дежурстве | Развитие группировки Р-5М. Количество ПУ на боевом дежурстве | Развитие группировки Р-5М. Количество ПУ на боевом дежурстве | Развитие группировки Р-5М. Количество ПУ на боевом дежурстве | Развитие группировки Р-5М. Количество ПУ на боевом дежурстве | Развитие группировки Р-5М. Количество ПУ на боевом дежурстве | Развитие группировки Р-5М. Количество ПУ на боевом дежурстве | Развитие группировки Р-5М. Количество ПУ на боевом дежурстве | Развитие группировки Р-5М. Количество ПУ на боевом дежурстве |
|                                                              | 1958                                                         | 1959                                                         | 1960                                                         | 1961                                                         | 1962                                                         | 1963                                                         | 1964                                                         | 1965                                                         | 1966                                                         | 1967                                                         | 1968                                                         |
| ------------------------------------------------------------ | ------------------------------------------------------------ | ------------------------------------------------------------ | ------------------------------------------------------------ | ------------------------------------------------------------ | ------------------------------------------------------------ | ------------------------------------------------------------ | ------------------------------------------------------------ | ------------------------------------------------------------ | ------------------------------------------------------------ | ------------------------------------------------------------ | ------------------------------------------------------------ |
| Р-5М                                                         |                                                              | 32                                                           | 36                                                           | 36                                                           | 36                                                           | 36                                                           | 36                                                           | 20                                                           | 4                                                            |                                                              |                                                              |
| Всего БРСД                                                   |                                                              | 32                                                           | 208                                                          | 426                                                          | 522                                                          | 654                                                          | 636                                                          | 693                                                          | 673                                                          | 656                                                          | 628                                                          |
| % от Ракетные комплексы стратегического назначения           |                                                              | 100                                                          | 17,14                                                        | 8,14                                                         | 6,23                                                         | 4,64                                                         | 4,36                                                         | 2,16                                                         | 0,35                                                         |                                                              |                                                              |

### Штаб реактивных частей (до 1960)
- 72-я инженерная бригада РВГК (ст. Медведь, Новгородской области), с 195? по 1960 год — Р-5М, с февраля по сентябрь 1959 года 72 ибр тайно находилась на территории ГДР, максимально на вооружении — 8 ПУ Р-5М
  - 25-й ракетный полк (в/ч 43190), с 1955 года, как 635-й отдельный инженерный дивизион в составе 72 ибр, с мая по август 1959 на БД в ГДР с 4 Р-5М, в сентябре выведен в Советск Калининградской области, а ракеты переданы в 97-й ракетный полк➤, с мая 1960 25 рп на БД с Р-12, с которыми в июле вошёл в состав 24 рд[12].
  - 638-й гвардейский ракетный полк (в/ч 25585), с 1955 года, как 638-й отдельный инженерный дивизион в составе 72 ибр, с мая по август 1959 на БД в ГДР с 4 Р-5М, в сентябре выведен в г. Волковыск Гродненской области, а ракеты переданы в 97-й ракетный полк➤, с мая 1960 638 Гв.рп на БД с Р-12, с которыми с июля вошёл в состав 31 рд. С 1961 года переведён в г. Слоним Гродненской области[13].

### 43-я ракетная Краснознамённая армия
На вооружении 43 РА (г. Винница), с 1959 по 1965 годы, максимально имелось 16 ПУ Р-5М:
- 44-я ракетная Камышинская дивизия (в/ч 43291, до 1960 — 73-я инженерная бригада, г. Коломыя Ивано-Франковской области), с 1960 по 1965 год — 8 ПУ Р-5М
  - 101-й ракетный полк (в/ч 86343), в период с 1955 по 1959 годы в составе 73-й инженерной бригады (Камышин, Сталинградской области), с 1960 в составе 44 рд, с 195? по 1965 — 8 ПУ Р-5 (Свалява, Закарпатской области, с 1965 — Мукачево)
    - 1-й рдн с 4 наземными стартовыми позициями Р-5М (48°18′41″ с. ш. 22°30′51″ в. д.HGЯO), на БД с Р-5М с 1 августа 1959 по 1965[14]
    - 2-й рдн с 4 наземными стартовыми позициями Р-5М (48°17′06″ с. ш. 22°35′57″ в. д.HGЯO), на БД с Р-5М с 1 августа 1959 по 1965[14]
- 46-я ракетная Нижнеднепровская ордена Октябрьской Революции Краснознаменная дивизия (в/ч 33883, г. Первомайск (Николаевская область), с 1961 по 1965 год — 8 ПУ Р-5М
  - 84-й ракетный полк (в/ч 82717), в период с 1955 по 1958 годы, как 640-й отдельный инженерный дивизион в составе 85-й инженерной бригады (Капустин Яр), с 1958 по 1959 в подчинении Штаба реактивных частей у с. Перевальное в Крыму. В 1960, как 84 рп в составе 29-й ракетной бригады, а с 1961 в 46 рд, с 195? по 1965 — 8 ПУ Р-5
    - 1-й рдн с 4 наземными стартовыми позициями Р-5М (44°53′57″ с. ш. 34°20′05″ в. д.HGЯO, Мазанка), на БД с Р-5М с 10 мая 1959 по 1965[15]
    - 2-й рдн с 4 наземными стартовыми позициями Р-5М (44°57′00″ с. ш. 34°26′06″ в. д.HGЯO, Балки), на БД с Р-5М с 10 мая 1959 по 1965[15]

### 50-я ракетная армия
На вооружении 50 РА (г.Смоленск), с 1959 по 1966 годы, максимально имелось 16 ПУ Р-5М:
- 24-я гвардейская ракетная Гомельская ордена Ленина, Краснознаменная орденов Суворова, Кутузова и Богдана Хмельницкого дивизия (в/ч 14237, г. Гвардейск, Калининградская область), до 1960 года — 72-я инженерная бригада (ст. Медведь, Новгородской области), с 195? по 1966 год — Р-5М, максимально на вооружении — 8 ПУ Р-5М
  - 97-й ракетный полк им. 60-летия ВЛКСМ (в/ч 41203) — 8 ПУ Р-5М
    - 1-й рдн с 4 наземными стартовыми позициями Р-5М (54°40′40″ с. ш. 21°07′25″ в. д.HGЯO), на БД с Р-5М с 1 октября 1959 по 5 ноября 1966[16]
    - 2-й рдн с 4 наземными стартовыми позициями Р-5М (54°45′19″ с. ш. 21°09′19″ в. д.HGЯO), на БД с Р-5М с 1 октября 1959 по 5 ноября 1966[16]
    - Запасные полевые позиции были расположены в районе пос. Геройское (54°45′57″ с. ш. 21°24′56″ в. д.HGЯO) и Высокое (54°44′33″ с. ш. 21°33′48″ в. д.HGЯO).
- 29-я гвардейская ракетная Витебская ордена Ленина Краснознаменная дивизия (в/ч 42341, г. Таураге Литовской ССР, с 1961 — г. Шяуляй) — 8 ПУ Р-5М
  - 115-й ракетный полк (в/ч 18282), в 1958—1959, как 253-й авиационный полк в составе 50-й воздушной армии (Выползово, Калининской области), в 1960 вошёл в состав 29 рд (с сентября 1959 — Паплака, Латвийская ССР), с 1958(59) по 1966 — 8 ПУ Р-5М
    - 1-й рдн с 4 наземными стартовыми позициями Р-5М (56°22′53″ с. ш. 21°17′10″ в. д.HGЯO), на БД с Р-5М с конца 1959 по 1 мая 1966[17]
    - 2-й рдн с 4 наземными стартовыми позициями Р-5М (56°25′00″ с. ш. 21°16′48″ в. д.HGЯO), на БД с Р-5М с 1 октября 1960 по 1 мая 1966 (ГЧ поступили в апреле 1961 года)[17]

### 9-й отдельный ракетный корпус
На вооружении 9 орк (г.Хабаровск), с 1961 по 1967 годы, максимально имелось 4 ПУ Р-5М:
- 45-я ракетная Краснознаменная дивизия (в/ч 18289, с 1960 — г. Уссурийск, с 1965 — пос. Манзовка), с 1961 по 1967 год — 4 ПУ Р-5М
  - 652-й гвардейский ракетный Брянско-Берлинский Краснознаменный полк (в/ч 82735), в период с 1953 по 1959 годы в составе 85-й инженерной бригады (Капустин Яр), с 1960 в составе 45 рд, с 1956 по 1967 — 4 ПУ Р-5М (Ляличи, Приморский край)
    - 1-й рдн с 4 наземными стартовыми позициями Р-5М (44°02′41″ с. ш. 132°26′12″ в. д.HGЯO), на БД с Р-5М с 1 августа 1959 по 1967[18]

## Сохранившиеся экземпляры
Ракета 8К51 представлена:
- В филиале Центрального музея РВСН в Учебном центре Военной академии РВСН им. Петра Великого в Балабанове Калужской области[19];
- В парке имени Героя Советского Союза генерал-лейтенанта Алпаидзе Г. Е. в г. Мирный.